# Barak 8
Barak 8, parola che in ebraico (עברית ‘Ivrit) significa fulmine, è un missile a medio raggio israeliano, per la difesa aerea a medio raggio, con una gittata di 70 km, sviluppato dagli israeliani per le proprie unità navali come alternativa al sistema CIWS Phalanx e dall'India, attraverso un accordo tra IAI, DRDO e Indian Navy.
Il sistema ha una veloce capacità di reazione e moduli di otto celle a lancio verticale ed è usato anche per impiego da automezzi pesanti.

## Sviluppo
Nel gennaio 2007, dopo molti mesi di intense trattative India e Israele hanno siglato un accordo dall'ammontare di 330 milioni di dollari per lo sviluppo di una nuova generazione di missili Barak denominata inizialmente Barak II, le cui prestazioni avrebbero dovuto avvicinarsi a sistemi quali l'americano RIM-162 ESSM. Il nuovo missile, basato sul progetto originale Barak, ha avuto miglioramenti nel sistema di ricerca e maggiore raggio di azione.
Il sistema è operativo sulla portaerei INS Vikramaditya ed equipaggerà la prossima portaerei INS Vikrant e i cacciatorpediniere lanciamissili e fregate lanciamissili di prossima generazione della Indian Navy, mentre nella marina israeliana sostituirà i Barak 1 sulle corvette Sa'ar 5.

## Forze armate che utilizzano il missile Barak
- Indian Navy
- Heil HaYam HaYisraeli
- Forze armate azere